# سواچا
سواچا (به اسپانیایی: Soacha) یک سکونتگاه مسکونی در کلمبیا است که در Soacha Province واقع شده‌است.

## خصوصیات
سواچا ۱۸۴٫۴۵ کیلومترمربع مساحت و ۳۹۸٬۲۹۵ نفر جمعیت دارد و ۲٬۵۶۶ متر بالاتر از سطح دریا واقع شده‌است.